# 연희공략
《연희공략》(중국어: 延禧攻略, 병음: Yán xǐ gōng lüè 옌시궁뤠[*], 영어: Story of Yanxi Palace 스토리 오브 옌시 팰리스[*])은 중국의 텔레비전 드라마이다.

## 줄거리
건륭 6년. 궁녀로 입궁한 언니의 죽음을 의문을 품은 소녀 위영락이 언니의 죽음에 대한 진상을 알기 위해 자금성으로 들어가 수방 궁녀가 되고, 궁정에서 발생하는 각종 어려움을 헤쳐나가며 이후 건륭 성세에 일조하는 황귀비가 되는 이야기

## 등장 인물

#### 주요 인물
- 위영락(魏瓔珞) 역 : 우진옌
- 휘발나랍 숙신(輝發那拉·淑慎) 역 : 서스만
- 부찰 용음(富察·容音) 역 : 친란
- 애신각라 홍력(愛新覺羅·弘曆) 역 : 녜위안
- 부찰 부항(富察·傅恒) 역 : 쉬카이

#### 황궁
- 뉴호록씨(鈕祜祿氏) 역 : 쑹춘리
- 고녕형(高寧馨) 역 : 탄줘
- 소정호(蘇靜好) 역 : 왕위안커
- 가리엽특 아연(珂里叶特·阿妍) 역 : 롄롄
- 가빈 역 : 판스치
- 납란순설(納蘭淳雪) 역 : 리춘아이
- 육만만(陸晚晚) 역 : 리뤄닝
- 뉴호록 침벽(鈕祜祿·沉璧) 역 : 장자니
- 이빈 백씨(怡嬪 柏氏) : 쉬바이후이
- 영귀빈 파림씨(穎貴妃 巴林氏) : 류루

#### 그 외 인물
- 희탑랍 이청(喜塔臘·爾晴) 역 : 쑤칭
- 명옥(明玉) 역 : 장쯔신
- 화친왕(和親王) 역 : 훙야오
- 색륜 해란찰(索倫·海蘭察) 역 : 왕관이
- 원춘망(袁春望) 역 : 왕마오레이
- 이옥(李玉) 역 : 류언상
- 장마마(張嬤嬤) 역 : 허자이
- 방이자(方妮子) 역 : 인쉬
- 오서래(吳書來) 역 : 쑨디
- 길상(吉祥) 역 : 장쩌시
- 금수(錦繡) 역 : 가오위얼
- 호박(琥珀) 역 : 양징루

## 같이 보기
- 호란전